# 井原地区消防組合
井原地区消防組合（いばらちくしょうぼうくみあい、Ibara fire depertment）は、岡山県井原市、矢掛町の1市1町で構成する一部事務組合（消防組合）。

## 管内の現況
- 管内の人口 - 52,554人
  - 井原市 - 39,059人
  - 矢掛町 - 13,495人

2019年（令和元年）12月1日現在 
- 管内の面積 - 334.16 km2
  - 井原市 - 243.54 km2
  - 矢掛町 - 90.62 km2

2019年（令和元年）7月1日現在 

## 沿革
【出典】

### 井原市消防本部
- 1965年（昭和40年）
  - 3月20日 - 消防本部・消防署庁舎が完成する。
  - 4月1日 - 井原市消防本部が発足する。
  - 12月1日 - 救急業務を開始する

### 井原地区消防組合
- 1973年（昭和48年）4月1日 - 井原市、矢掛町、美星町、芳井町で構成する井原地区消防組合が発足する。
- 1974年（昭和49年）
  - 3月30日 - 美星分駐所庁舎、芳井分駐所庁舎が完成する。
  - 4月27日 - 矢掛出張所庁舎が完成する。
- 1982年（昭和57年）11月1日 - 消防本部・消防署庁舎を改築移転する。
- 2005年（平成17年）
  - 1月31日 - 消防本部・消防署新庁舎が完成する。
  - 3月1日 - 美星町、芳井町が井原市に編入する。管轄区域が井原市、矢掛町の1市1町となる。
  - 4月1日 - 消防本部・消防署新庁舎（現庁舎）にて業務を開始する。高機能消防指令システムⅠ型の運用を開始する。
- 2017年（平成29年）2月28日 - 芳井分駐所が新庁舎（現庁舎）に移転する。
- 2018年（平成30年）
  - 2月27日 - 美星分駐所が新庁舎（現庁舎）に移転する。
  - 3月8日 - 矢掛出張所が新庁舎（現庁舎）に移転する。

## 所在地
| 出張所・分駐所 | 郵便番号   | 所在地                        |
| -------------- | ---------- | ----------------------------- |
| 矢掛出張所     | 〒714-1223 | 岡山県小田郡矢掛町東川面674-1 |
| 美星分駐所     | 〒714-1406 | 岡山県井原市美星町三山1055    |
| 芳井分駐所     | 〒714-2111 | 岡山県井原市芳井町吉井253-1   |

## 組織
【出典】
- 消防長（消防監）
  - 消防次長（消防司令長）
    - 総務課
    - 警防課
    - 予防課
    - 井原消防署
      - 矢掛出張所
      - 美星分駐所
      - 芳井分駐所